# Quell (jeu vidéo)
Quell est un jeu vidéo de réflexion, développé par le studio britannique Fallen Tree Games, sorti le 7 août 2010 sur iOS et Android, le 14 mai 2015 sur Microsoft Windows (cette version est distribué par Green Man Gaming) et le 3 octobre 2020 sur Nintendo Switch.

## Système de jeu
Les joueurs contrôlent une goutte de pluie en faisant glisser leur doigt dans les directions. La goutte de pluie se déplace jusqu'à ce qu'elle touche un mur. La goutte de pluie doit toucher chaque boule dorée sans se coincer ni heurter de pointes.
Des éléments de puzzle supplémentaires tels que des interrupteurs, des blocs et des portes introduisent plus de complexité pendant le jeu.

## Réception critique
La version mobile du jeu obtient un score Metacritic de 84% basé sur 4 avis critiques.
NODpad Games a déclaré : "Il n'y a rien à détester à propos de Quell; le jeu est l'incarnation même de la relaxation". AppSpy a déclaré : "Quell est un jeu de puzzle magnifiquement relaxant dans lequel se plonger et même lorsque les choses deviennent difficiles, il est facile de se perdre dans l'instant présent et de jouer pour juste se détendre". Eurogamer a écrit : "Moins chère que le prix que les aéroports facturent pour un paquet de chewing-gum, Quell est encore une autre façon de vous faire sentir zen à l'idée de dépenser des centaines d'euros sur du matériel Apple ". SlideToPlay a déclaré : "Quell est un jeu de puzzle simple que vous ne voudrez plus quitter".

## Postérité

### Suites
Le développeur Fallen Tree Games a ensuite publié plusieurs suites au jeu :
Quell Reflect a été annoncé et publié le 19 août 2011 pour iOS, et plus tard sur Android et Nintendo 3DS.
Quell Memento est sorti en avril 2013 pour iOS, et plus tard pour Android, Nintendo 3DS et PS VITA. Cette suite a introduit des éléments de puzzle supplémentaires tels que des panneaux lumineux, des batteries, des faisceaux colorés, des roses, des niveaux de chronométreur cachés.
Quell Zen a été annoncé et publié en juillet 2016 pour iOS, Android et Steam. Cette suite a introduit des éléments de puzzle supplémentaires tels que des tuiles de symboles assorties, des perles empoisonnées et des niveaux cachés Zen et Black Hole.